# Tonella tenella
Tonella tenella là một loài thực vật có hoa trong họ Mã đề. Loài này được (Benth.) A.Heller miêu tả khoa học đầu tiên năm 1900.

## Hình ảnh

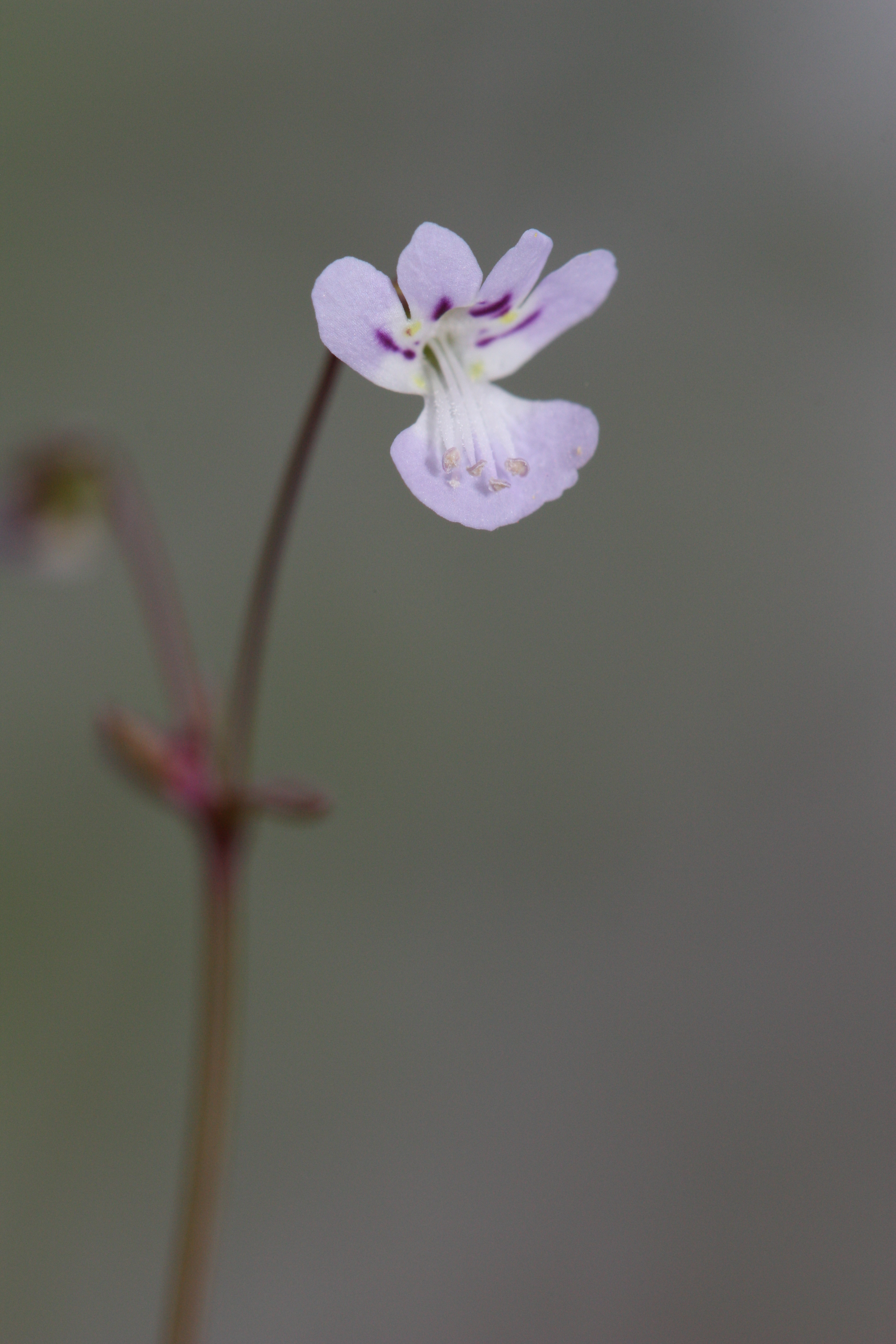
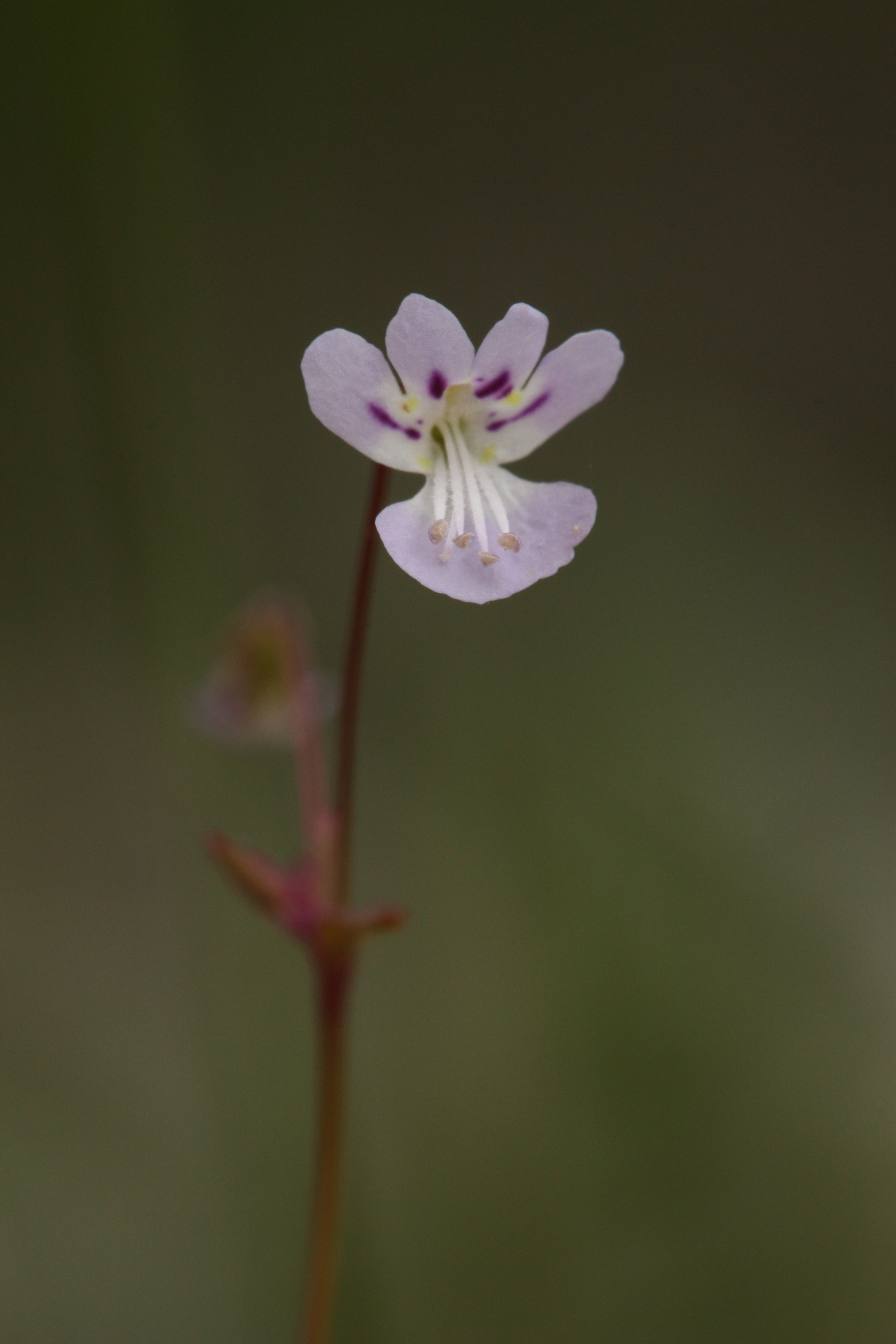
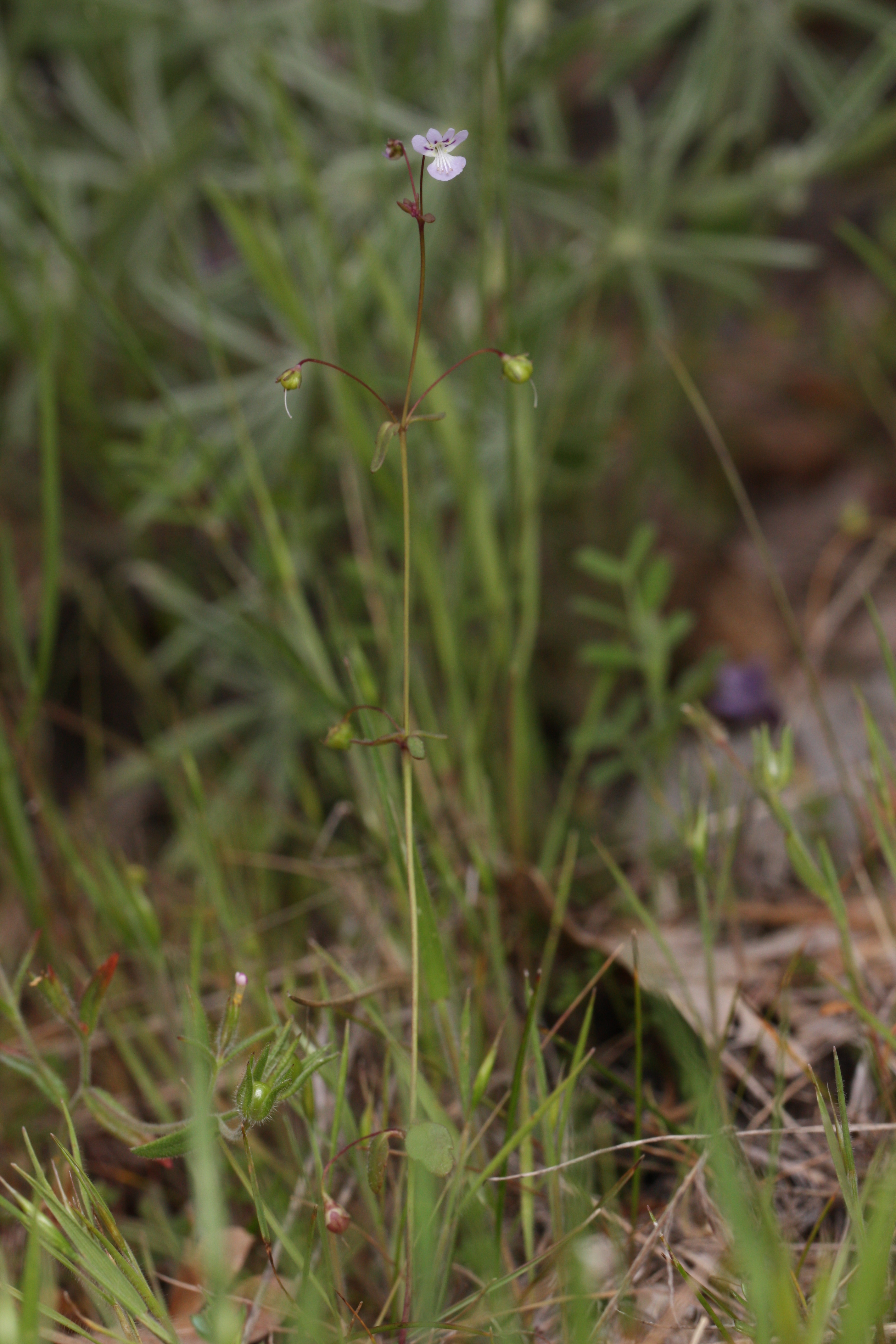
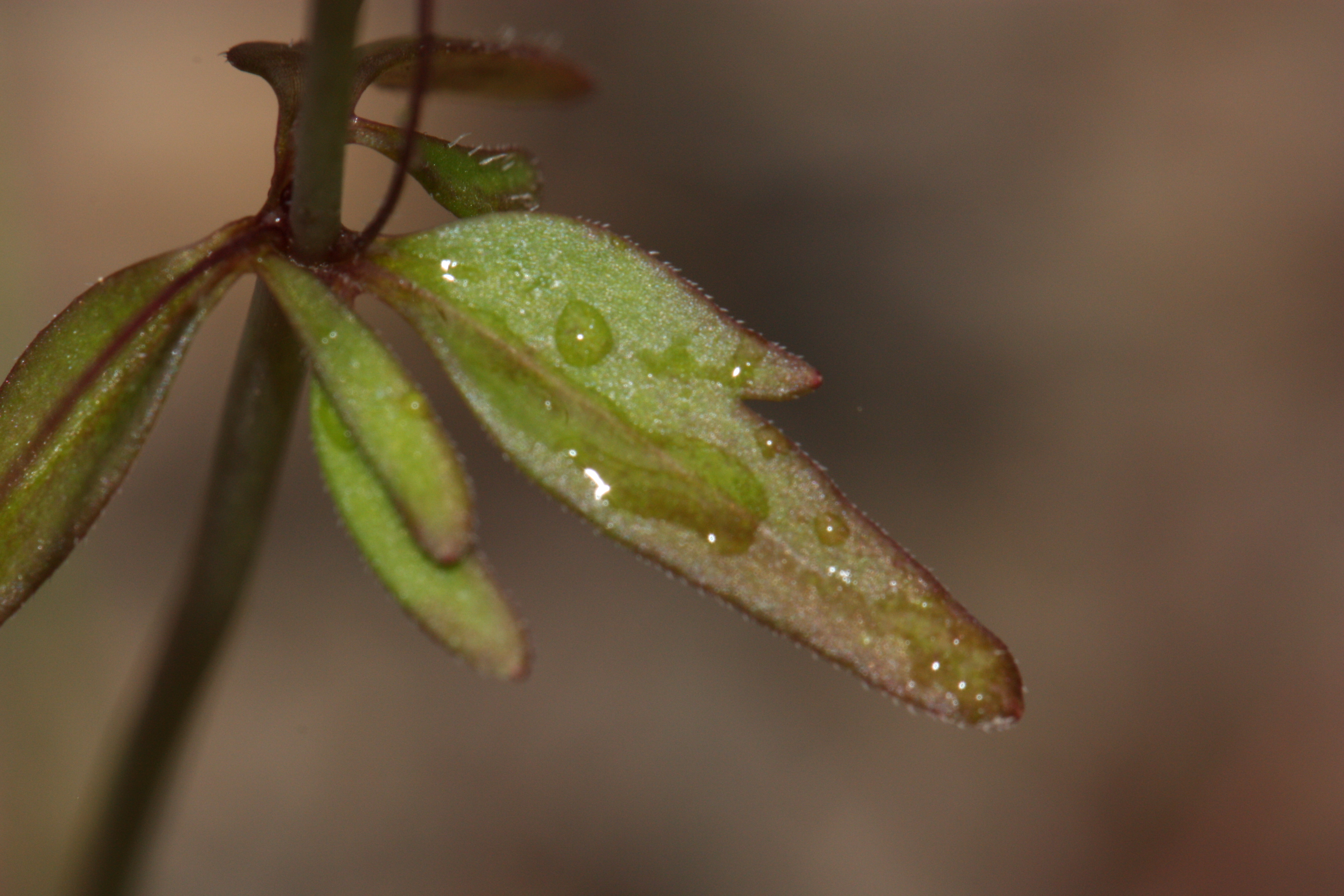